# 弗雷澤鎮區 (北達科他州迪瓦德縣)
弗雷澤鎮區（英語：Frazier Township）是位於美國北達科他州迪瓦德縣的一個鎮區。

## 地方資料
弗雷澤鎮區的面積為93.36平方千米，當中陸地面積為90.79平方千米，而水域面積為2.56平方千米。根據2020年美國人口普查的數據，當地共有人口24人，而人口密度為每平方千米0.26人。